# Condado de Des Moines
O Condado de Des Moines é um dos 99 condados do estado norte-americano de Iowa. A sede do condado é Burlington, que é também a sua maior cidade. O condado tem uma área de 1113 km² (dos quais 35 km² estão cobertos por água), uma população de 42 351 habitantes, e uma densidade populacional de 39 hab/km² (segundo o censo nacional de 2000). O condado foi fundado em 1834 e recebeu o seu nome a partir do rio Des Moines.

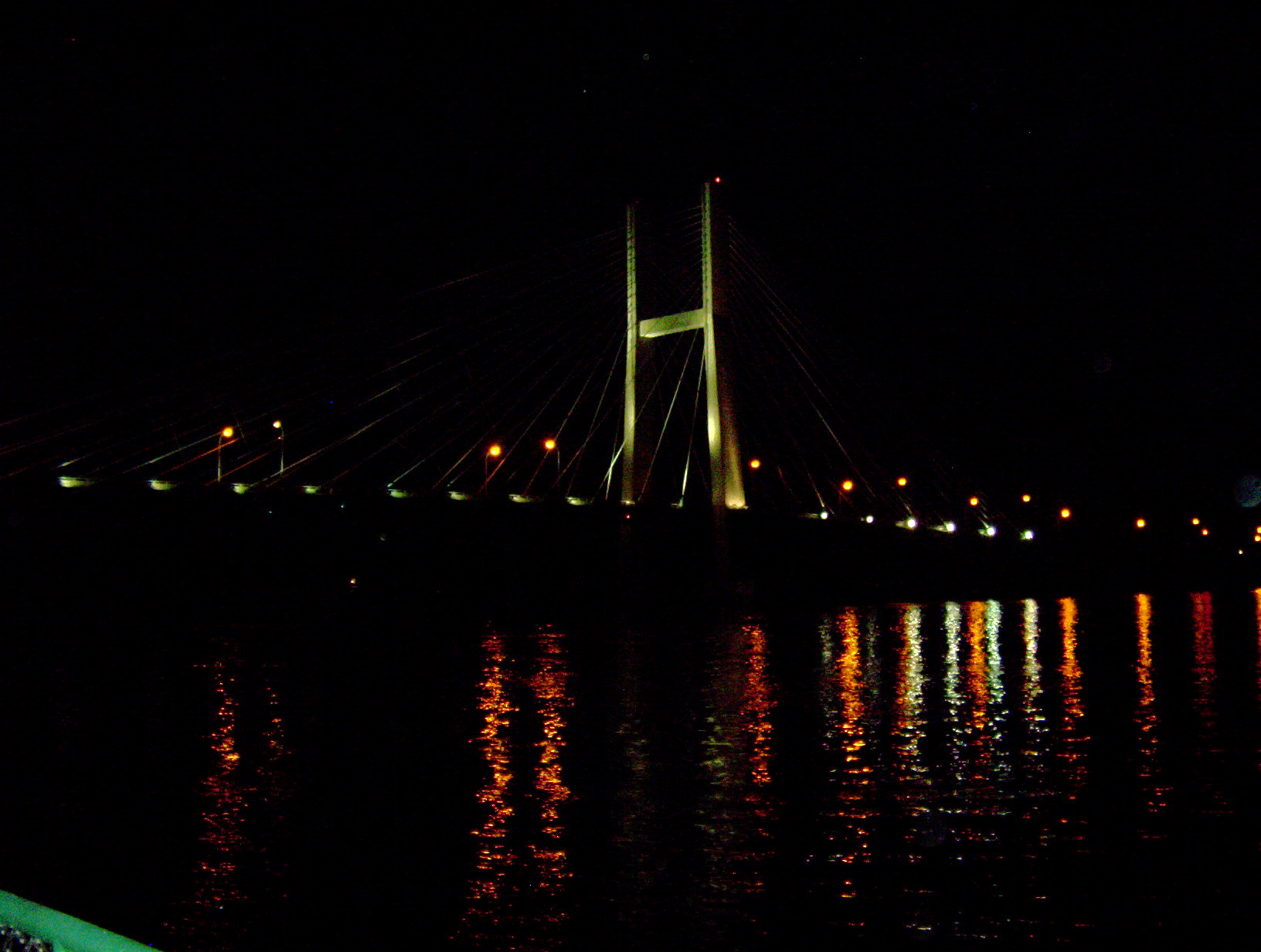
Ponte sobre a U.S. Route 34 em Burlington, condado de Des Moines, no Iowa